# روزوینکل
روزوینکل (به هلندی: Roswinkel) یک منطقهٔ مسکونی در هلند است که در امن (درنته) واقع شده‌است.